# ネッタイハジロ
ネッタイハジロ(熱帯羽白、学名：Netta erythrophthalma)は、カモ目カモ科に分類される鳥類の一種である。

## 分布
南アメリカ（コロンビア、ペルー、ボリビア、ブラジル、ベネズエラなど）と、アフリカ東部から南部にかけて分布する。

## 形態
雄は頭から頸、前胸までが紫色の光沢のある黒色で、それ以外は濃い褐色である。虹彩は赤色、嘴は青灰色である。雌は全身が褐色で、背中が濃い褐色、頬と喉は白い。

## 生態
淡水の湖沼に生息する。
主に水草を食べる。
岸辺の植生の中に営巣するが、水草の上に浮き巣を作ることもある。1腹6-15個（平均9個）の卵を産む。抱卵日数は約26日である。

## 亜種
以下の2亜種に分類される。
- Netta erythrophthalma erythrophthalma ネッタイハジロ

基亜種。南アメリカに分布する。
- Netta erythrophthalma brunnea オオネッタイハジロ

アフリカに生息する。基亜種よりも淡色でやや大型である。